# باشگاه بنگ بنگ (فیلم)
باشگاه بنگ بنگ فیلمی آفریقای جنوبی - کانادایی است که توسط استیون سیلور نوشته و کارگردانی شده‌است. بازیگرانی چون رایان فیلیپ به نقش گرک مارکویچ (به انگلیسی: Greg Marinovich)، تیلور کیتسچ به نقش کوین کارتر، مالین اکرمان به نقش رابی کاملی، فرانک راتن‌باخ به نقش کن استربروک و نیل ون جارسولد به نقش جوآو سیلوا در این فیلم به ایفای نقش پرداخته‌اند. آنان زندگی چهار عکاسروزنامه را به تصویر کشیده‌اند که در دوران آپارتاید و در شهرک‌های آفریقای جنوبی به ویژه در بین سال‌های ۱۹۹۰ تا ۱۹۹۴ به فعالیت مشغول بودند؛ زمانی که نلسون ماندلا تا انتخابات ۱۹۹۴ از زندان آزاد گشته بود.
باشگاه بنگ بنگ فیلمی اقتباسی از کتاب اتوبیوگرافی به همین نام نوشتهٔ گرک مارکویچ و جوآو سیلوا است که این دو نفر به همراه کوین کارتر و کن استربروک اعضای چهار نفرهٔ یک گروه عکاسی بودند که تحت عنوان باشگاه بنگ بنگ شناخته می‌شد.

## خلاصه داستان
این فیلم داستان قابل توجه و گاهی آزار دهنده و ترسناک درباره چهار مرد جوان و افراط آنان برای عکس گرفتن از روزهای حساس قبل از فروپاشی آپارتاید را به تصویر کشیده‌است. 